# El quadern de fang
El quadern de fang és una pel·lícula documental dirigida per Isaki Lacuesta l'any 2011, en francès (amb algunes intervencions en llengua dogon) i subtitulada en català. La pel·lícula, protagonitzada per l'artista mallorquí Miquel Barceló, li va valer a Lacuesta alçar-se amb el premi Nacional de Cinema de Catalunya 2012. Rodada al costat de Els passos dobles, cinquè llargmetratge de Lacuesta, El quadern de fang es va esqueixar d'un projecte únic. Els passos dobles, també en to documental, aborda el viatge experimental a un desert d'Àfrica amb el pintor Miquel Barceló amb la idea de trobar un "tresor" amagat, segons la biografia de l'artista francès François Augiéras.

## Argument
Fa més de vint anys que el pintor espanyol Miquel Barceló viu llargues temporades a Àfrica, en concret al país dogon, a Mali. Allí va aprendre a pintar entre tèrmits i escorpins abans que la calor assequi la pintura i el vent arrossegui les teles. A la part alta del penya-segat de Bandiagara, Barceló representa amb el coreògraf Josef Nadj la performance Pas Doble i ens descobreix per primera vegada els secrets del seu taller africà. L'arribada de l'equip de la pel·lícula revolucionarà el llogaret de Gogolí (Mali) i encuriosirà dels seus habitants.

## Nominacions i premis
Al XXVI Premis Goya fou nominada al Goya a la millor pel·lícula documental. Va guanyar la FIPA d'Or al Festival Internacional de Programes Audiovisuals a Biarritz.